# 沃尔萨德
沃尔萨德（羅馬化：Valsād），旧称巴尔萨（英語：Bulsar），是印度古吉拉特邦沃尔萨德县的一个城镇。总人口1,39,764（2011年）。

## 人口
该地2011年总人口1,39,764人。